# ソフィア中央駅
ソフィア中央駅（ソフィアちゅうおうえき、ブルガリア語: Централна железопътна гара София）はブルガリアの首都ソフィアにある、ブルガリア国鉄（БДЖ）の駅。
本項では、近接するソフィア地下鉄の中央駅（Централна ж.п. гара）についても記述する。

## 概要
ターミナル駅で同国最大の鉄道駅である。ソフィア中心部の北側1kmの場所にあり、マリールイーズ大通りに面しており付近にはソフィア地下鉄2号線の駅、ソフィア市電の停留所、ソフィア中央バスステーションもあり交通の要所である。

## 沿革
初期の駅舎は1888年8月1日にブルガリアの完全な技術により初めて建設されたブルガリア国鉄のツァリブロト＝ソフィア＝ヴァカレル線が開通した際に開業した。駅舎は、建築家アントニン・コラーシュ（Antonín Kolář）、ヴァーツラフ・プロシェク（Václav Prošek）、T. マリノフ（T. Marinov）等によって設計され、ブルガリア人の請負人イヴァン・グロゼフ（Иван Грозев / Ivan Grozev）のもと、イタリアの専門家も加わり1882年から1888年にかけて建てられた。建物1階は長さ96m、幅12mで小規模な時計塔が特徴で、ファサード方にはソフィアのシンボルでもあるヴィトシャ山が望めた。初代駅長はヨシフ・カラピロフ（Йосиф Карапиров / Yosif Karapirov）である。
ソフィア中央駅は、幾つかの時期に拡張や修繕が行われている。1948年、ポドゥヤネ駅が建設された時、ソフィア中央駅はソフィア駅から現在の駅名に改称されている。
老朽化に伴い、古い駅舎は1974年4月15日までに完全に解体された。新駅舎はトランスプロエクト社の建築家ミルコ・ベンチェフ（Милко Бенчев / Milko Bechev）設計により1971年に着工され、1974年9月6日に開業している。地上3階、地下2階、365の構内を持つ構造となっている。
ソフィア中央駅の正面広場は2000年代にミラン・ドブレフのもと刷新され、4,500m2になるミュンヘン・オリンピアシュタディオンスタイルの張力構造の建物が追加された。計画全体のコストは350万ドルである。2004年1月から7月までの旅客数は2,323,844人で1日平均10,910人の通過旅客があり、1日平均166本(到着84本、出発82本)の列車が運行されている。
バルカン半島をはじめ欧州各方面やモスクワなどへ向かうの国際列車も発着する。地上及び地下のコンコースに、30箇所の切符販売窓口、5箇所の電光時刻表を備えている。
2014年4月3日から駅の全面改修が始まり、2016年初頭に完成した。
ソフィア地下鉄の駅は2008年から建設が開始され、2012年8月31日に開業した。

## 駅構造

### ブルガリア国鉄
駅舎に面した単式1面1線と島式ホーム5面10線を有する地上駅。各ホームは地下道で結ばれている。
駅舎コンコース内にある、200平方メートルもある壁の装飾はイヴァン・キルコフの作品である。駅構内のテナントとしてBillaが入居している。

### ソフィア地下鉄
地下3階に相対式ホーム2面2線を有する地下駅。プラットホームの階上に260台収容できる駐車場が併設されている。

## 隣の駅
ブルガリア国鉄
イスタンブール-ソフィアエクスプレス
ソフィア中央駅 - イスタルスコ・ショセ駅
ルーマニア (列車)
ソフィア中央駅 - ソフィア・セヴェル駅
テッサロニキ-ソフィアエクスプレス
ソフィア中央駅 - ザハルナ・フェブリカ駅
ゴールデン・サンズ、ヤントラ
ソフィア中央駅 - メズドラ駅
BDŽ快速
ソフィア中央駅 - ポドゥヤネ駅
ソフィア地下鉄
 2号線
ラヴォフ橋駅 - 中央駅 - マリヤ・ルイザ妃駅